# Kenneth Pérez
Kenneth Pérez (Copenhague, Dinamarca, 29 de agosto de 1974) es un exfutbolista danés. Jugaba de delantero. Se retiró en 2009 en el FC Twente. Su familia materna proviene de Gran Canaria, España.

## Selección nacional
Fue internacional con la selección de fútbol de Dinamarca en 24 ocasiones, marcando 2 goles. Participó en la Eurocopa 2004.

## Clubes
| Club           | País         | Año         | Partidos | Goles |
| Akademisk BK   | Dinamarca    | 1993-1995   | 36       | 7     |
| FC Copenhague  | Dinamarca    | 1995-1997   | 30       | 3     |
| MVV Maastricht | Países Bajos | 1997-2000   | 47       | 16    |
| AZ Alkmaar     | Países Bajos | 2000 - 2006 | 178      | 60    |
| AFC Ajax       | Países Bajos | 2006-2007   | 27       | 12    |
| PSV Eindhoven  | Países Bajos | 2007-2008   | 14       | 8     |
| AFC Ajax       | Países Bajos | 2008        | 16       | 7     |
| FC Twente      | Países Bajos | 2008-2010   | 57       | 11    |

## Palmarés

### Club
Copenhague
- Copa de Dinamarca: 1997

Ajax
- Supercopa de los Países Bajos: 2006

FC Twente
- Eredivisie: 2009–10